# Charles White (Künstler)
Charles Wilbert White (* 2. April 1918 in Chicago; † 3. Oktober 1979 in Los Angeles) war ein US-amerikanischer Künstler, der in seinen Bildern das afroamerikanische Leben in den Vereinigten Staaten thematisierte. Er gehört zu den bedeutendsten schwarzen Künstlern seines Landes.

## Leben
White wurde 1918 in Chicago geboren, wohin seine afroamerikanische Mutter Ethelene Gary 1914 aus Mississippi gezogen war. Die Mutter zog den Jungen allein auf. Der indianischstämmige Vater Charles White, der als Kellner in Zugrestaurants arbeitete, kümmerte sich kaum um seinen Sohn. Die Eltern hatten sich 1917 kennengelernt und nie geheiratet. Weil seine Mutter für den Lebensunterhalt als Haushaltshilfe sorgen musste, ließ sie White häufig allein in der öffentlichen Bibliothek. Hier stöberte er in Bildbänden und begann zu zeichnen. Früh interessierte sich White für die Künstler der Harlem Renaissance.
White lebte in den schwarzen Armutsvierteln der Southside und erlebte hier täglich Gewalt und Rassendiskriminierung. Nach dem Tod des Vaters heiratete Whites Mutter 1926 den Hüttenarbeiter Clifton Marsh. Der wurde bald zum Alkoholiker und misshandelte Mutter und Sohn häufig. Die finanzielle Situation der Familie besserte sich kaum.
Während des Besuches der High School wurde sein malerisches Talent erkannt und er durfte mit einem Stipendium die Samstagskurse am Art Institute of Chicago besuchen. Nachdem ihn zwei Kunstschulen aufgrund seiner Hautfarbe abgelehnt hatten, begann White 1937 am Art Institute of Chicago zu studieren und erhielt Unterstützung durch die Works Progress Administration.
Besuche bei den Verwandten der Mutter im Süden beeinflussten ihn nachhaltig und er begann sich auch für Politik zu interessieren. Schon als Jugendlicher wurde er Maler für den National Negro Congress und engagierte sich später für die Bürgerrechtsbewegung von Martin Luther King. In dieser Zeit malte er vor allem im Stil des amerikanischen und sozialen Realismus und beeinflusst von den Fresken der Muralisten um Diego Rivera.
1941 ging White nach New Orleans, um an der Dillard University zu unterrichten. Hier heiratete er auch die Künstlerin Elizabeth Catlett, die er kurz zuvor kennengelernt hatte. Im Zweiten Weltkrieg diente White in der US Army, musste aber aufgrund gesundheitlicher Probleme ausscheiden. White und Catlett zogen nach New York City und lebten einige Zeit in Mexiko. Hier arbeitete White vor allem als Teil des Künstlerkollektivs Taller de Gráfica Popular und verbesserte seine Fähigkeiten als Grafiker, die er sich bei Harry Sternberg an der Art Students League of New York angeeignet hatte. In Mexiko lernte White auch die Muralisten David Alfaro Siqueiros, Diego Rivera und José Clemente Orozco persönlich kennen. Nur kurz nach der Rückkehr in die Vereinigten Staaten ließen sich White und Catlett scheiden.
Von 1943 bis 1945 unterrichtete White an der George Washington Carver School in New York City. Nach der Scheidung heiratete White 1956 die Sozialarbeiterin Frances Barrett. In New York stellte er vor allem in den ACA Galleries aus.
Ab Mitte der 1950er Jahre hatte White zunehmend gesundheitliche Probleme. Er erkrankte an Tuberkulose und verlor einen Lungenflügel. Auf Empfehlung seines Arztes beschloss er, nach Südkalifornien zu ziehen. Ab Anfang der 1960er Jahre stellte er intensiv in der Heritage Gallery in Los Angeles aus, die sich auf afroamerikanische Kunst spezialisiert hatte.
Ab 1965 unterrichtete White bis zu seinem Tod im Jahr 1979 am Otis Art Institute. Für viele afroamerikanische Künstler wurden seine Unterrichtsstunden stil- und identitätsbildend. Viele schrieben sich nur wegen White ein, darunter David Hammons und Kerry James Marshall.

## Werk
Whites Stil war geprägt von der Neuen Sachlichkeit und stark beeinflusst von der Muralismo-Bewegung. Für White war seine Kunst Teil seines politischen Engagements und für seine „Bilder der Würde“ ist der 1979 verstorbene Künstler bis heute bekannt. Gemeint sind detailreich ausgeführte, respektvolle Darstellungen von Afro-Amerikanern, welche die Afroamerikaner nicht als Opfer, sondern als Helden zeigen. White malte und zeichnete schwarze Arbeiter, Kinder und Kartenspieler und Protestierende und Prominente wie Harry Belafonte, mit dem er befreundet war. In späteren Jahren nahm Whites Werk immer stärker allegorische Züge an.

## Ausstellungen (Auswahl)
- 1944: Baltimore Museum of Art[8]
- 1945: Brooklyn Museum[8]
- 1946: Charles White, Heritage Gallery, Los Angeles
- 1951: Whitney Museum of American Art, New York City[8]
- 1952: Metropolitan Museum of Art, New York City[8]
- 1959: Long Beach Museum of Art[8]
- 1971: Three Graphic Artists: Charles White, David Hammons, Timothy Washington, Los Angeles County Museum of Art
- 1976: Charles White: An American Experience, High Museum, Atlanta
- 1976: Two Centuries of Black American Art, Los Angeles County Museum of Art
- 2018/19: Charles White: A Retrospective, Museum of Modern Art[9], Art Institute of Chicago[5], Los Angeles County Museum of Art[10]